# 白雲区 (貴陽市)
白雲区（はくうん-く）は中華人民共和国貴州省貴陽市に位置する市轄区。

## 行政区画
下部に5街道、3鎮、2民族郷を管轄する。
- 街道
  - 泉湖街道、大山洞街道、雲城街道、龔家寨街道、都拉営街道
- 鎮
  - 艶山紅鎮、麦架鎮、沙文鎮
- 民族郷
  - 都拉プイ族郷、牛場プイ族郷

## 交通

### 鉄道
- 中国国家鉄路集団
  - 成貴旅客専用線
  - 貴陽市環状鉄道
- 貴陽軌道交通
  - 2号線

### 道路
- 高速道路
  - 蘭海高速道路
  - 貴陽環状高速道路
  - S82 黔大高速道路
- 国道
  - G210国道